# Jorge Estuardo Vargas
Jorge Estuardo Vargas García (Ciudad de Guatemala, Guatemala, 26 de febrero de 1993) es un futbolista profesional guatemalteco que juega en el Xelajú M. C. de la Liga Nacional de Guatemala.

## Trayectoria
En 2013 fue convocado para participar en la Copa Centroamericana 2013 en Costa Rica.
El 15 de agosto de 2018 fue convocado nuevamente y debutó en un partido amistoso contra Cuba en la victoria por 3-0.
El 5 de septiembre de 2019, Vargas anotó su primer nacional con Guatemala en un torneo importante contra Anguila en una decisiva victoria por 10-0 en la Liga de Naciones de CONCACAF.

## Clubes
| Club             | País      | Año             |
| ---------------- | --------- | --------------- |
| Comunicaciones   | Guatemala | 2012-2015       |
| Antigua GFC      | Guatemala | 2015-           |
| Comunicaciones   | Guatemala | 2015-2016       |
| C. D. Guastatoya | Guatemala | 2017-2018       |
| Comunicaciones   | Guatemala | 2018-2020       |
| C. D. Guastatoya | Guatemala | 2020-2023       |
| Xelajú M. C.     | Guatemala | 2023-Actualidad |

## Palmarés

### Campeonatos nacionales
| Título                     | Club           | País      | Año  |
| -------------------------- | -------------- | --------- | ---- |
| Liga Nacional de Guatemala | Comunicaciones | Guatemala | 2013 |
| Liga Nacional de Guatemala | Comunicaciones | Guatemala | 2014 |
| Liga Nacional de Guatemala | Comunicaciones | Guatemala | 2015 |
| Liga Nacional de Guatemala | Guastatoya     | Guatemala | 2018 |
| Liga Nacional de Guatemala | Guastatoya     | Guatemala | 2021 |
| Liga Nacional de Guatemala | Xelaju MC      | Guatemala | 2024 |